# Juri Georgijewitsch Felschtinski

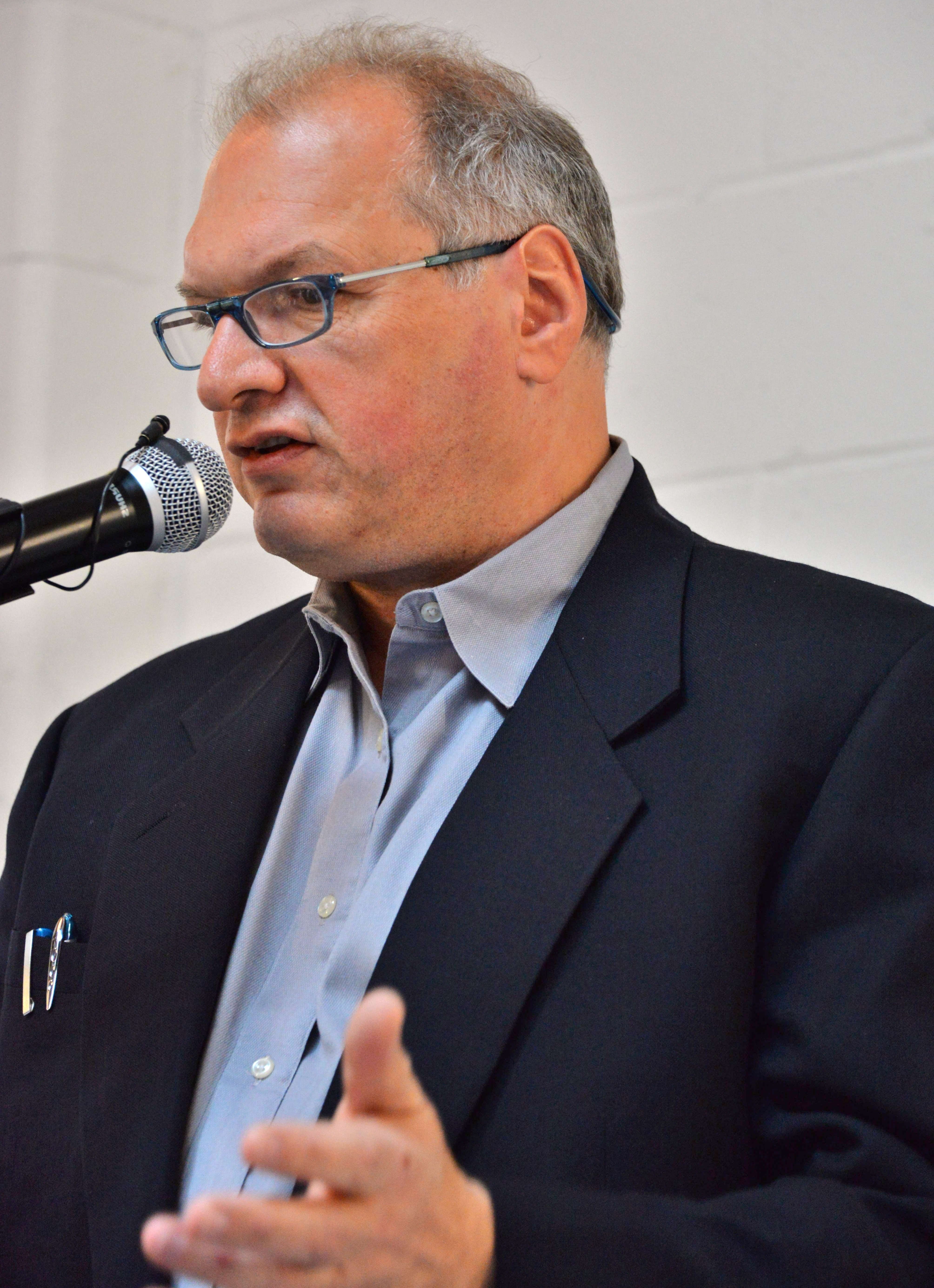
Juri Felschtinski (2016)

Juri Georgijewitsch Felschtinski (russisch Юрий Георгиевич Фельштинский, wiss. Transliteration Jurij Georgievič Fel'štinskij, engl. Transkription Yuri Felshtinsky; * 7. September 1956 in Moskau) ist ein US-amerikanischer Historiker sowjetischer Herkunft.

## Leben
Juri Felschtinski wurde 1956 in Moskau geboren. Er begann 1974 ein Geschichtsstudium in seiner Geburtsstadt. Nach seiner Emigration in die USA setzte er sein Studium 1978 an der Brandeis University fort. An der Rutgers University erhielt er den Doktorgrad im Fach Geschichte. 1993 verteidigte er eine weitere Doktorarbeit am Historischen Institut der Russischen Akademie der Wissenschaften. In der Folgezeit trat Felschtinski als Herausgeber und Buchautor in Erscheinung. Zusammen mit dem russischen Ex-FSB-Mitarbeiter Alexandr Litwinenko veröffentlichte er 2002 das Buch FSB wsrywaet Rossiju (engl. Blowing up Russia), in dem die Autoren u. a. behaupten, der russische Geheimdienst sei in die Anschlagsserie auf Moskauer Wohnhäuser im Jahr 1999 verwickelt gewesen.

## Veröffentlichungen
- Александр Литвиненко, Юрий Фельштинский: ФСБ взрывает Россию. Федеральная служба безопасности - организатор террористических актов, похищений и убийств. Издание второе, исправленное и дополненное. Liberty Publishing House, New York 2002, ISBN 0-914481-63-0.
  - Blowing Up Russia: Terror from Within. Gibson Square Books, London 2007, ISBN 978-1-903933-95-4.
  - Eiszeit im Kreml. Das Komplott der russischen Geheimdienste. Hoffmann und Campe, Hamburg 2007, ISBN 978-3-455-50039-4.
- mit Vladimir Pribylovsky: The Age of Assassins. The Rise and Rise of Vladimir Putin. Gibson Square Books, London, 2008, ISBN 1-906142-07-6.
- mit Vladimir Pribylovsky: The Corporation: Russia and the KGB in the Age of President Putin. Encounter Books, 2009, ISBN 978-1-59403-246-2.
- mit Boris Gulko, Vladimir Popov und Viktor Kortschnoi: The KGB Plays Chess: The Soviet Secret Police and the Fight for the World Chess Crown. Russell Enterprises, 2010.
- mit M. Stanchev: World War III. Battle for Ukraine. Our Format (Ukraine), 2015. (Фельштинский Ю., Станчев М. Третья мировая. Битва за Украину. — К.: Наш формат, 2015), ISBN 978-9-669-74259-9.
- mit Vladimir Popov: From Red Terror to Mafia State: Russia's State Security in the Struggle for World Domination. Encounter Books, 2022, ISBN 1-64177-255-7.
- mit M. Stanchev: Blowing up Ukraine: The Return of Russian Terror and the Threat of World War III. Gibson Square Books Ltd, 2022, ISBN 1-78334-191-2.